# الجماملة
قرية الجماملة هي إحدى القرى التابعة لمركز المنزلة في محافظة الدقهلية في جمهورية مصر العربية. حسب إحصاءات سنة 2006، بلغ إجمالي السكان في الجماملة 2048 نسمة، منهم 1050 رجل و998 امرأة.